# 6714 Montréal
För andra betydelser, se Montreal (olika betydelser).
6714 Montréal eller 1990 OE2 är en asteroid i huvudbältet som upptäcktes den 29 juli 1990 av den amerikanske astronomen Henry E. Holt vid Palomarobservatoriet. Den är uppkallad efter den kanadensiska staden Montréal.
Asteroiden har en diameter på ungefär 9 kilometer.